# ذباب الصبار
ذباب الصبار (الاسم العلمي: Nerioidea)، فصيلة عليا من الذباب عديمات القلنسوة.